# MAZ-7917
Der MAZ-7917 (russisch МАЗ-7917), gelegentlich auch als MAS-7917 transkribiert, ist ein schwerer sowjetischer Lastkraftwagen, der 1984 bis 1992 vom Minski Awtomobilny Sawod gebaut wurde. Er ist der Nachfolger des MAZ-7912 und dient als mobile Raketenstartrampe für Interkontinentalraketen des Typs RS-12M Topol.

## Fahrzeuggeschichte

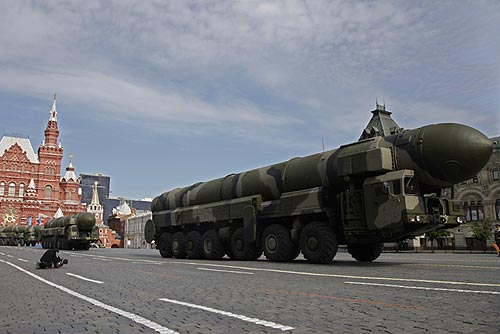
Drei MAZ-7917 auf dem Roten Platz in Moskau (2008)

Die Entwicklung des MAZ-7917 basiert auf dem Vorgänger MAZ-7912. Hauptproblem war, dass die neuen Interkontinentalraketen länger waren als ihre Vorgänger. Sie ragten über die vorhandenen Fahrgestelle weit nach hinten und vorne hinaus. Zunächst baute man probeweise eine verlängerte Version des MAZ-7916, das Konzept wurde jedoch verworfen. Stattdessen schuf man ab 1982 Prototypen eines neuen Fahrzeugs, indem man den MAZ-7912 um einen Meter verlängerte. Optisch ist der MAZ-7917 an den größeren Lücken zwischen den drei Vorderachsen und dem geänderten Fahrerhaus zu erkennen.
Die Serienproduktion der Fahrzeuge begann 1984 und endete nach dem Zerfall der Sowjetunion 1992. Bis zu diesem Zeitpunkt wurden 402 Fahrgestelle produziert, von denen 1996 noch 360 und 2002 noch 330 im aktiven Dienst der russischen Armee standen. Nachfolger der Fahrzeuge wurde der MZKT-79221.

## Technische Daten
Für den MAZ-7917.
- Motor: V12-Dieselmotor
- Motortyp: W-58-7
- Leistung: 710 PS (522 kW)
- Hubraum: 38,88 l
- konzipierte Lebensdauer: 500 Betriebsstunden
- Höchstgeschwindigkeit: 32 km/h (Straße), bis 13 km/h im Gelände
- Treibstoffverbrauch: je nach Beladung 265 bis 365 l/100 km
- Treibstoffvorrat: 450 l + 395 l
- Antriebsformel: 14×12

Abmessungen und Gewichte
- Länge unbeladen: 19.520 mm
- Länge beladen: 22.203 mm
- Höhe unbeladen: 3850 mm
- Höhe beladen: 4500 mm
- Breite: 3000 mm
- Leergewicht Fahrgestell: 32,5 t
- Leergewicht mit militärischem Aufbau: 52,9 t
- Gesamtgewicht mit Rakete: 105,1 t